# Rotonde à l'amitié entre les peuples de Poltava
La rotonde à l'amitié entre les peuples de Poltava est un monument classé d'Ukraine.
Construit en 1909 pour le bi-centenaire de la bataille de Poltava. Situé sur la place de la cathédrale, il surplombe la rivière Vorskla. Il a été édifié sur une muraille de l'enceinte de la ville en bordure du campement Scythes. Il a été reconstruit en 1954 par Lev Weingort pour le tri-centenaire de la réunification de l'Ukraine avec la Russie.

## Voir aussi

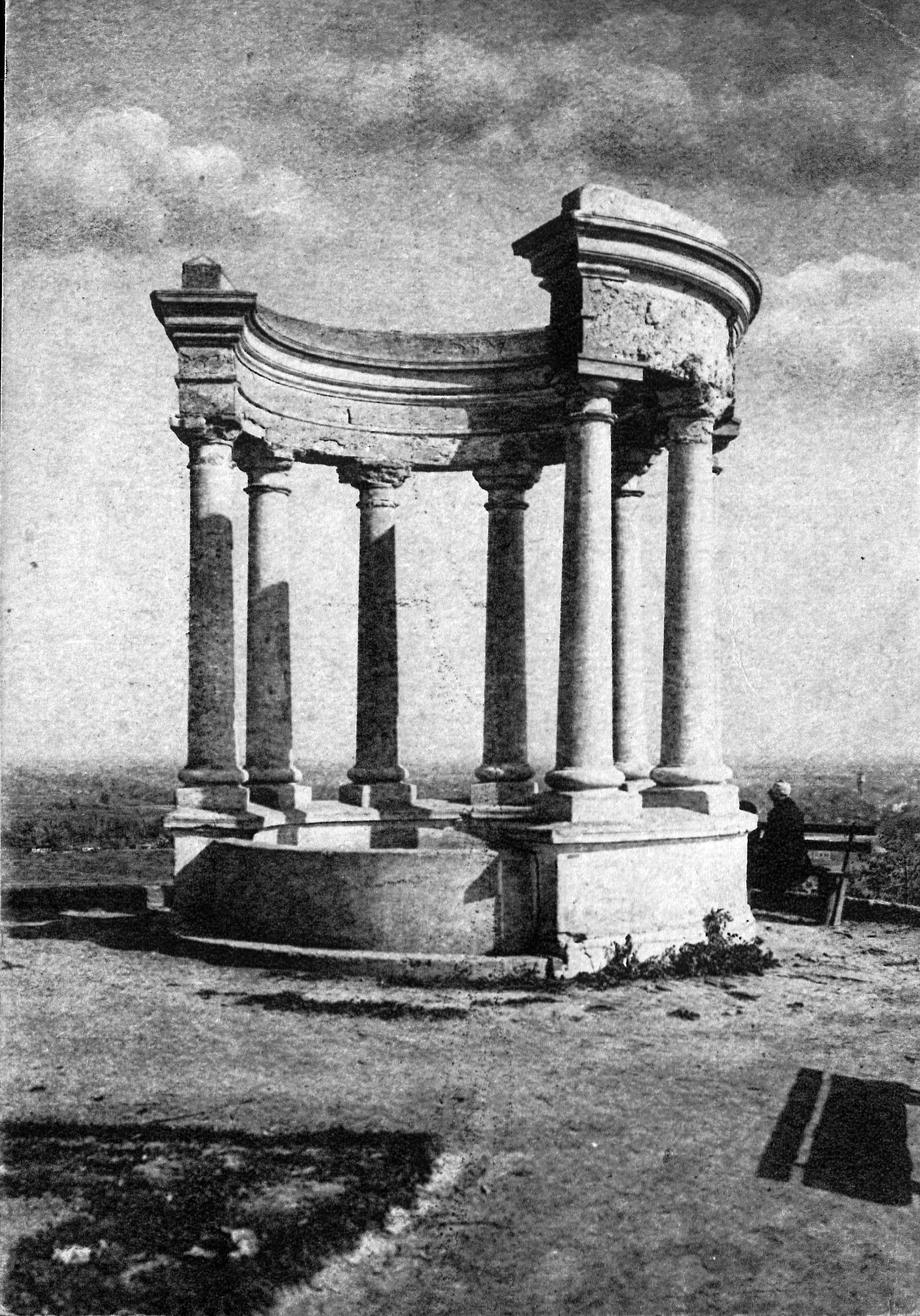
Vue ancienne,
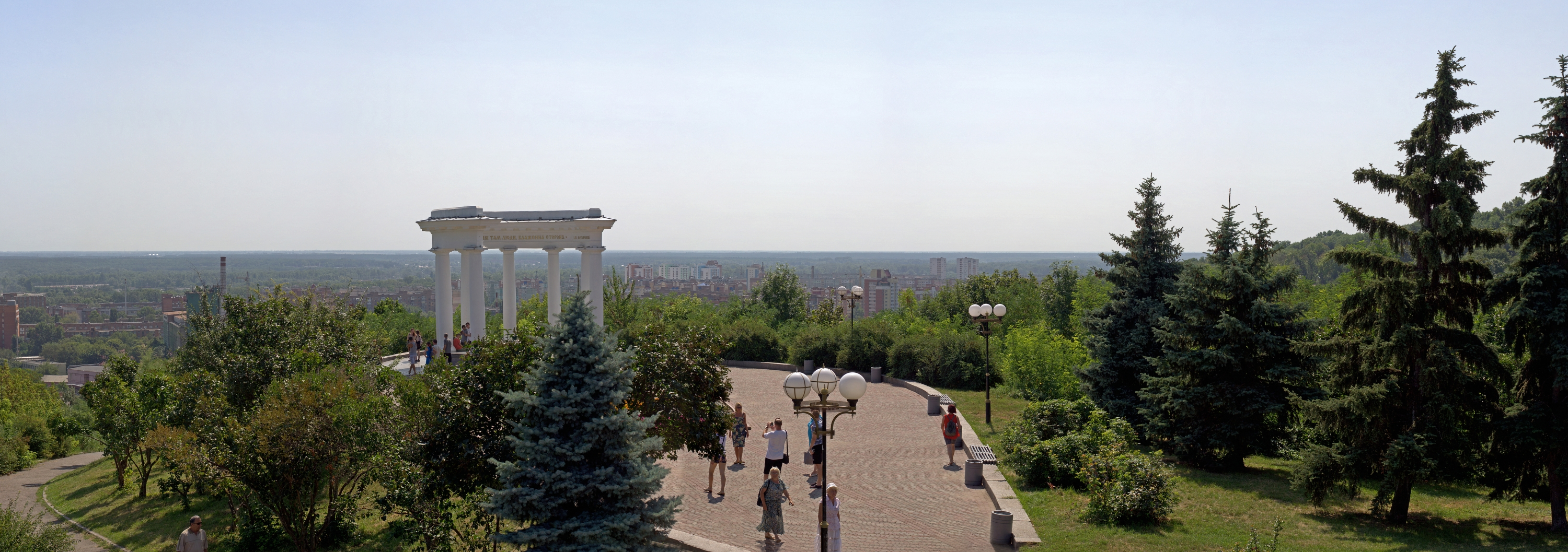
le site.